# Clausentum
Clausentum era un pequeño pueblo en la provincia romana de Britania. Se cree que el sitio está ubicado en Bitterne Manor, que ahora es un suburbio de Southampton.

## Identificación
La Ruta VII del Itinerario de Antonino documenta el asentamiento romano de Clausentum a 20 millas (32,2 km) al oeste de Noviomagus Reginorum (Chichester)  y 10 millas (16,1 km) de Venta Belgarum (Winchester). En 1610, William Camden identificó a Southampton como el sitio de Clausentum y describió cómo en Bitterne había visto "viejos muros rotos y trincheras de un antiguo castillo". Alrededor de 1770,  John Speed  afirmó que Clausentum estaba en el área que ahora se conoce como Bitterne Manor. En 1792,  el anticuario Richard Warner investigó esas afirmaciones y encontró una zanja, un banco de tierra y algunas monedas romanas. Desde entonces, este sitio ha sido investigado más a fondo y generalmente se acepta como el sitio de Clausentum,  pero no existe un acuerdo universal.
La referencia a mapas modernos muestra que Bitterne Manor está a 25 millas (40,2 km) de Chichester. Wickham se encuentra en el cruce de dos calzadas romanas y se adapta mejor a las distancias documentadas en la Ruta VII del Itinerario de Antonino. El caso de que Clausentum esté situado en Bitterne Manor se basa en evidencia arqueológica,  y la geografía del sitio (enclavado dentro de una curva pronunciada en el río Itchen) que claramente permitió que se convirtiera en una buena posición defensiva. No se discute el hecho de que hubo un asentamiento romano en lo que ahora es Bitterne Manor.

## Uso posromano
Las paredes pueden haber sido reutilizadas para un burh sajón.

## Sitio

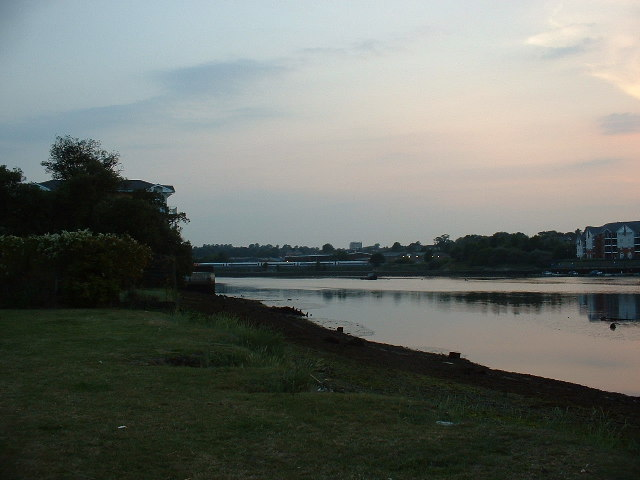
Vista sobre el río Itchen en el sitio aproximado de Clausentum

El asentamiento está ubicado en un promontorio que se adentra en el río Itchen. Las primeras excavaciones arqueológicas se realizaron en 1935, y Molly Cotton realizó excavaciones desde 1951 hasta 1954. Las excavaciones mostraron que fue el sitio de una pequeña ciudad en los siglos I y II. En una fecha posterior se erigió un muro defensivo de piedra alrededor del sitio. Los primeros excavadores fecharon la construcción de este muro alrededor de 370, pero la evidencia posterior mostró que los muros se erigieron alrededor de 280–90, aproximadamente al mismo tiempo que el fuerte en la cercana Portchester ( Portus Adurni). También se han encontrado rastros de una calzada romana en una línea que va desde Bitterne Manor hasta Wickham.
Hoy, todo lo que es visible son los restos fragmentarios de una pequeña casa de baños del siglo II y un fragmento de las murallas fortificadas del siglo III. Los baños constan de cuatro habitaciones, luego convertidas en una estructura de dos habitaciones. Fueron demolidos cuando se construyó la muralla a finales del siglo III. Los restos se encuentran en una propiedad privada, en Bitterne Manor House, y se necesita permiso para verlos.

## Hallazgos
En Bitterne se encontraron cuatro hitos romanos y tres posibles hitos entre 1800 y 1850. Dos están en Tudor House and Garden en Southampton; el resto están perdidos. Otros artefactos de Clausentum en exhibición en el Museo SeaCity en Southampton incluyen un altar dedicado a la diosa celta Ancasta, un Hércules de bronce con peinado celta y una Venus de arcilla.